# Skärsjön (Karl Gustavs socken, Västergötland)
Skärsjön är en sjö i Varbergs kommun i Västergötland och ingår i Viskans huvudavrinningsområde. Sjön är 17 meter djup, har en yta på 0,394 kvadratkilometer och befinner sig 75,2 meter över havet. Sjön avvattnas av vattendraget Lillån. Vid provfiske har abborre, gädda och mört fångats i sjön.

## Delavrinningsområde
Skärsjön ingår i det delavrinningsområde (635270-130759) som SMHI kallar för Inloppet i Mäsen. Medelhöjden är 119 meter över havet och ytan är 10,75 kvadratkilometer. Det finns inga avrinningsområden uppströms utan avrinningsområdet är högsta punkten. Lillån som avvattnar avrinningsområdet har biflödesordning 3, vilket innebär att vattnet flödar genom totalt 3 vattendrag innan det når havet efter 44 kilometer. Avrinningsområdet består mestadels av skog (82 %) och jordbruk (10 %). Avrinningsområdet har 0,38 kvadratkilometer vattenytor vilket ger det en sjöprocent på 3,6 %.